# Anna Shpyneva
Anna Aleksandrovna Shpyneva (en russe : Анна Александровна Шпынёва), née le 3 janvier 2002 à Saint-Pétersbourg, est une sauteuse à ski russe.

## Biographie
Shpyneva fait ses débuts internationaux en 2016 dans une épreuve estivale à Szczyrk (5e). Un an plus tard, elle se retrouve sur son premier podium sur la Coupe continentale à Oberwiesenthal (3e).
En décembre 2018, elle est promue dans la Coupe du monde à Lillehammer, puis obtient sa première sélection pour les Championnats du monde junior, à Lahti, où elle remporte les trois titres mis en jeu en individuel, ainsi que les épreuves par équipes. Peu après, elle marque ses premiers points dans la Coupe du monde à Ljubno (17e)
Elle fait ses débuts cette même saison dans les Championnats du monde sénior à Seefeld (12e en individuel, septième par équipes mixtes et cinquième de la première compétition féminine par équipes). De retour sur la Coupe du monde, elle s'immisce pour la première fois dans le top dix à Nijni Taguil (10e).
Aux Jeux olympiques de la jeunesse d'hiver de 2020 à Lausanne, elle remporte la médaille d'or en individuel, devant Joséphine Pagnier.

## Palmarès

### Championnats du monde
| Épreuve / Édition  | Seefeld 2019 |
| Individuel         | 21e          |
| par équipes        | 5e           |
| par équipes mixtes | 7e           |

### Coupe du monde
- Meilleur classement général : 33e en 2019 et 2020.
- Meilleur résultat individuel : 9e.

#### Classements généraux annuels
| Année | Rang |
| 2019  | 33e  |
| 2020  | 33e  |
| 2021  | 46e  |

### Championnats du monde junior
- Lahti 2019 :
  -  Médaille d'or en individuel.
  -  Médaille d'or par équipes.
  -  Médaille d'or par équipes mixtes.
- Lahti 2021 :
  -  Médaille d'argent par équipes.

### Jeux olympiques de la jeunesse
- Médaille d'or du concours individuel en 2020 à Lausanne.

### Coupe continentale
- 3 podiums.